# Katedrála svatého Patrika (New York)
Katedrála sv. Patrika je největší neogotická římskokatolická katedrála v Severní Americe, farní kostel a sídlo arcibiskupa arcidiecéze New York.
Nachází se v New Yorku na 50. ulici a Fifth Avenue na Manhattanu, naproti komplexu Rockefellerova Centra. Byla postavena v letech 1858 až 1878, tedy byla stavěna 20 let; stavba je 138 m dlouhá a 53 m široká, věže dosahují do výšky 101 metrů. Postavena je z bílého mramoru. Dovnitř si může sednout až 2200 lidí.